# 特殊文字
特殊文字（とくしゅもじ、special character）とは、情報処理において文字集合に含まれる文字（図形文字）として扱われるもののうち、伝統的な言語学でいう「文字」（表音文字や表意文字）に入らないものであって、しばしば通常の文字とは異なる特殊な扱いをされるものをいう。

## 概要
多くの文字コードの規格においては「特殊文字」は以下のいずれかの方法またはその両方の併記で定められている。
- それぞれの文字コード規格において定められている特殊文字に属する個々の文字または「○○記号」といった文字のグループを列挙する
- それぞれの文字コード規格において定められている図形文字のうち特殊文字にならないもの以外のものとする。

個々の文字コードの規格から独立して定義されている情報処理用語の規格においては、特殊文字とは「図形文字のうち、数字、表音文字でなく、また概ね表意文字でもない文字のことをいう」とされている。

## 特殊文字に含まれるもの
伝統的な言語学で扱われてきた約物（句読点号などの学術記号（θ, π, Σ 等）、単位記号 (㎏, ㍑ 等)・通貨記号（$, € 等）・国際音声記号 (θ, ǝ等)、といったさまざまな記号類、矢印や罫線素片、ハートやダイヤなどのトランプのマーク、絵文字といったものも含まれる。

### 見解の分かれるもの
制御文字に含められることもある空白（ないし間隔）は図形文字とされるとき特殊文字に含める場合も含めない場合（そのような場合には、空白はそれだけで特殊文字と並ぶ一つのカテゴリーとされる）もある。
情報処理用語規格の厳密な定義では「数字及び表音文字ではない」とされているほか「概ね表意文字でもない」とされている。表意文字についてだけ「概ね」とされているのは、たとえば「〆」については、ほぼ同じ形のものが漢字と非漢字の両方に配置されていることもありながら表意文字と同じように意味を持つような事例があるためである。

## そのほかの特殊文字
一部のコンピュータの環境やプログラムやシェルスクリプトの中などの一部のソフトウェアにおいて、制御機能や正規表現などに関連して特別な機能を持たされている（ワイルドカードなど）ために、ファイル中に存在してもそのままの形では表示されず、そのまま表示するため要のある文字を特殊文字と呼ぶことがある。 コロン(:)やクエスチョンマーク(?)、アスタリスク(*)、バックスラッシュ(＼,\)など。
このほか一部のコンピュータの環境においてハードの関係で文字化けを起こすため、表示、入力、保存などが不可能かまたは通常とは設定を変えたり特定のフォントファイル等の通常ではインストールされていないファイルを入れたりするといった特別な工夫が必要な文字を特殊文字と呼ぶことがある。以下のような文字がこの意味での「特殊文字」とされる。ウィキペディアにおける特殊文字とはこの意味での特殊文字である。
- コードセットに標準で含まれない外字や機種依存文字
- 標準的なJIS X 0208使用時におけるNEC特殊文字、IBM拡張文字、JIS X 0212やJIS X 0213（第三水準、第四水準）に属する文字
- ユニコード使用時における